# Nematostoma artemisiae
Nematostoma artemisiae är en svampart som beskrevs av Syd. & P. Syd. 1914. Nematostoma artemisiae ingår i släktet Nematostoma och familjen Pseudoperisporiaceae.   Inga underarter finns listade i Catalogue of Life.